# Тессье, Мари-Роз
Мари-Роз Тессье (фр. Marie-Rose Tessier; урождённая Буссо; род. 21 мая 1910, Борепер) — французская сверхдолгожительница, возраст которой подтверждён Группой геронтологических исследований (GRG) и Группой LongeviQuest (LQ). Она является 2-м старейшим живущим человеком в мире, 2-м в Европе и старейшим живущим верифицированным жителем Франции. Её возраст составляет 115 лет 82 дня.

## Биография
Мари-Роуз Буссо родилась 21 мая 1910 года в Борепере, на севере департамента Вандея в регионе Пеи-де-ла-Луар, на ферме в местечке Лез Редайер. Её отец, Алексис Огюст Буссо (1868—1935), был фермером, а мать, Мари Эрнестин Роз Дюран (1876—1962) — домохозяйкой. Родители поженились в 1898 году. Мари-Роз была младшей из четырёх детей и единственной девочкой. Она не знала ни одного из своих дедушек и бабушек, которые умерли до её рождения, в возрасте сорока или пятидесяти лет. 14 ноября 1927 года вышла замуж за жандарма Огюста Шарля Тессье (1904—1944) в Арделей. В браке родились две дочери: Дениз Мари Роз Огюстен (1928—2020) и Иветт Луиз Эжени (1929—2010). У неё несколько внуков и правнуков. Её старшей внучке в 2023 году исполнилось 70 лет.
18 апреля 1944 года, в возрасте 33 лет, Мари-Роз стала вдовой, её муж погиб при бомбардировке во время Второй мировой войны в департаменте Эна, в Тернье.

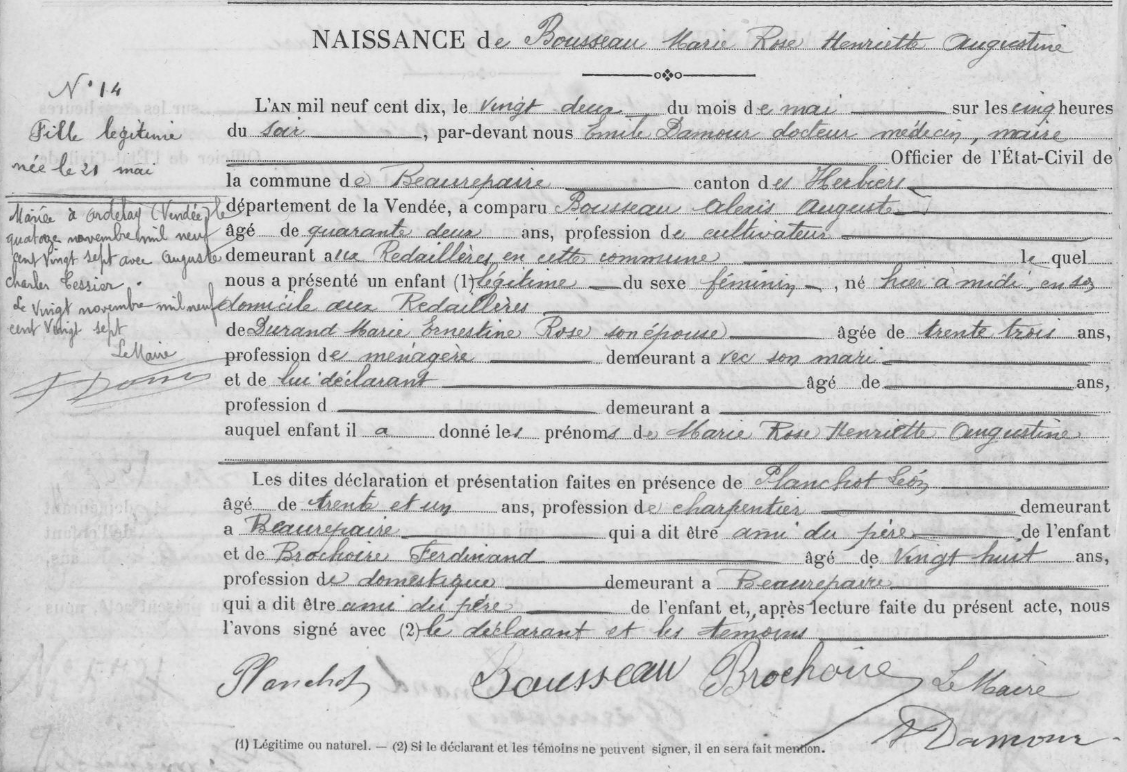
Свидетельство о рождении Мари-Роз Тессье, урождённой Буссо

Никто из её предков не отличался долголетием. Её отец умер в 66 лет. Только её мать дожила до 80 лет, как и двое из трёх братьев, которые умерли в 86 и 93 года.
После Второй мировой войны работала в страховой компании в сфере строительства. Жила в Фужере (Иль-и-Вилен), затем в Париже, а после выхода на пенсию, в 1971 году, вернулась в родную Вандею.
С 2010 года она живёт в доме для престарелых в Ле-Сабль-д’Олон. В свой 110-й день рождения 21 мая 2020 года она стала супердолгожителем. С тех пор Тессье каждый год в свой день рождения получает поздравительную телеграмму от президента Эммануэля Макрона.

## Рекорды долголетия
- 20 декабря 2020 года Тессье стала старейшим известным ныне живущим человеком в департаменте Вандея после смерти Мари-Флорентин Жуссеум.
- 21 мая 2020 года стала супердолгожителем.
- 17 января 2021 года стала старейшим ныне живущим человеком в регионе Пэй-де-ла-Луар после смерти Марии-Луизы Бертло.
- 19 мая 2022 года, после смерти 111-летней Мадлен Корню, она стала последней известной выжившей француженкой, родившейся в 1910 году.
- 15 июля 2022 года стала последним выжившим французом, родившимся в 1910 году, после смерти 111-летнего Андре Буата.
- 13 декабря 2022 года они, вместе с Люсиль Рандон, стали двумя последними выжившими француженками, родившимися до 1911 года, после смерти Джульетты Бильде.
- 17 января 2023 года стала последней известной выжившей француженкой, родившейся до 1911 года, а также старейшим известным живущим человеком во Франции после смерти Люсиль Рандон.
- 21 мая 2024 года стала 15-м жителем Франции и 223-м человеком в истории, достигшим 114 лет.
- 19 августа 2024 года, после смерти Марии Браньяс Мореры, стала 2-м старейшим жителем Европы.
- 22 октября 2024 года стала 5-м старейшим живущим человеком в мире, после смерти Элизабет Фрэнсис.
- 29 декабря 2024 года, после смерти Томико Итооки, стала 4-м старейшим живущим человеком в мире.
- 23 января 2025 года вошла в число 100 старейших людей в мире.
- 26 апреля 2025 года, после смерти Окаги Хаяси, стала 3-м старейшим живущим человеком в мире.
- 30 апреля 2025 года, после смерти Ины Канабарро Лукас, стала 2-м старейшим живущим человеком в мире.
- 21 мая 2025 года она стала 78-м человеком в истории и 6-м человеком во Франции, достигшим 115 лет
- 5 августа 2025 года в возрасте 115 лет и 75 дней стала 4-м старейшим человеком в истории Франции, превзойдя возраст Валентин Линьи.